# 克羅斯河 (尼日利亞)
4°35′N 8°25′E / 4.583°N 8.417°E

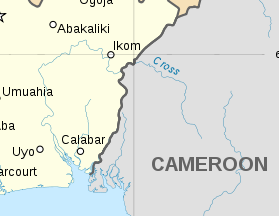

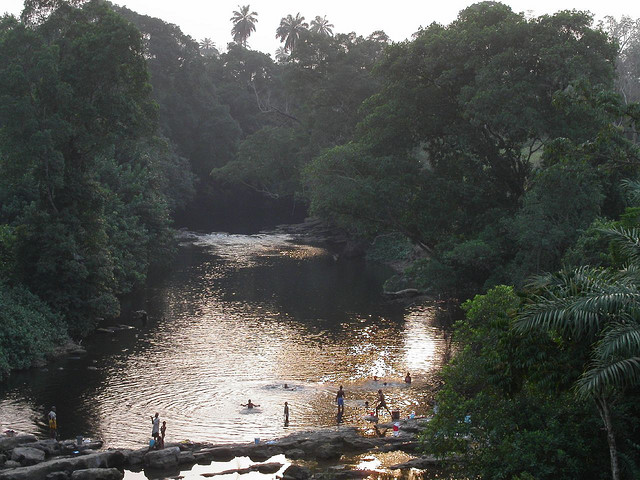

克羅斯河或十字河（英語：Cross River），是非洲西部的河流，發源自喀麥隆，該河流進入尼日利亞，流經熱帶雨林沼澤地區，河道全長600公里，流域面積54,000平方公里。